# Honeywell Pentax Spotmatic

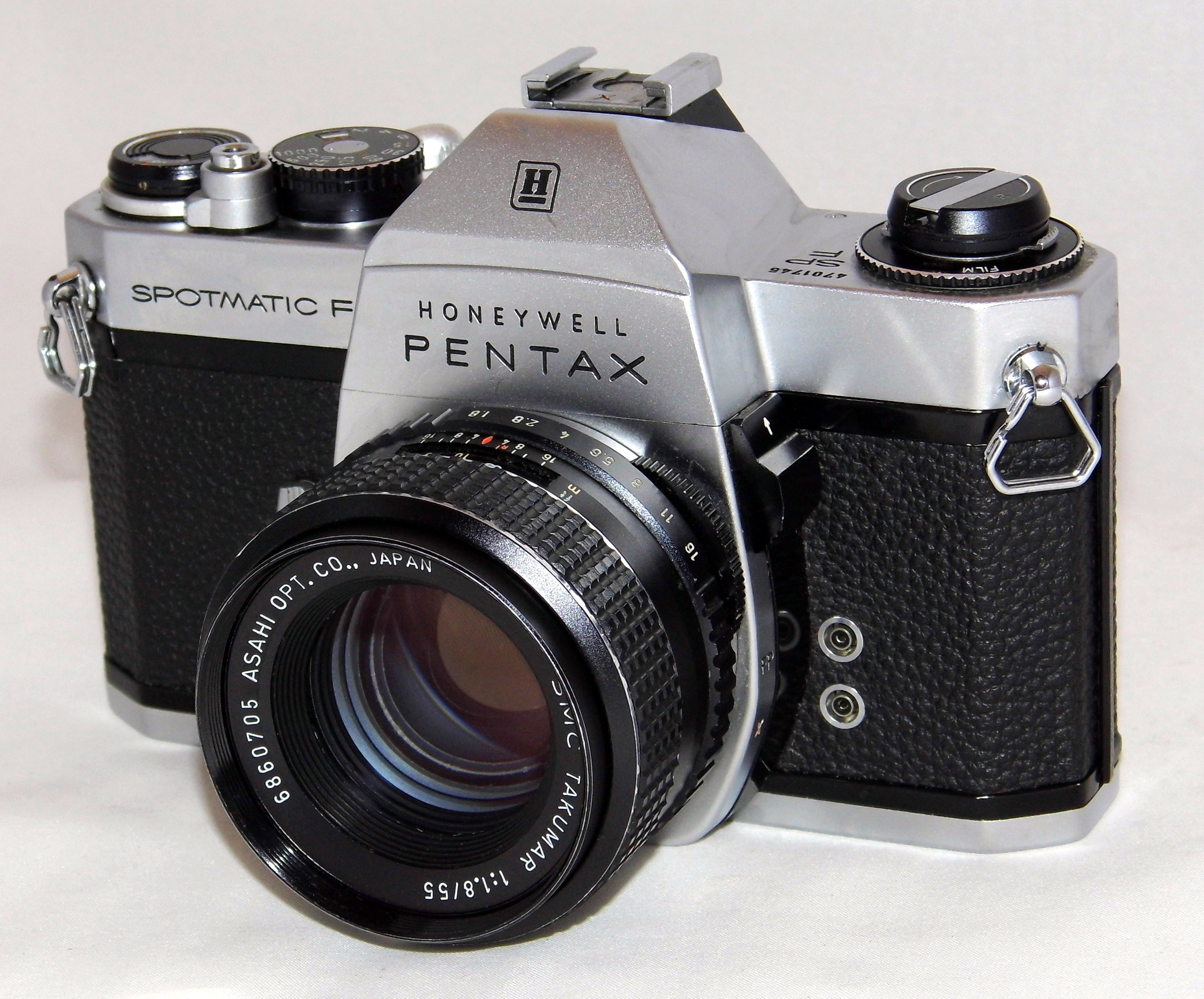

Honeywell Pentax Spotmatic – klasyczny aparat fotograficzny, należący do rodziny lustrzanek jednoobiektywowych (SLR), wypuszczony na rynek w 1964 roku. Format klatki wynosił 24x35mm 35mm, a mocowanie obiektywu to M42.

## Producent
Producentem aparatu była japońska firma Asahi Optical Co. powstała w 1919 roku w Tokio. Przedsiębiorstwo zajmowało się produkcją aparatów oraz innych akcesoriów fotograficznych. Jego głównym osiągnięciem była miniaturyzacja sprzętu dla fotografów. Po pewnym czasie nazwę przekształcono na Pentax, a w 2008 firma optyczna Hoya odkupiła działalność. Nazwa Pentax pochodzi od pryzmatu pentagonalnego.
Ashai Optical Co była również producentem obiektywów Takumar. Nazwa pochodzi od malarza Takuma Kajiwara, brata założyciela Asahi. Obiektywy charakteryzowały się dobrej jakości obudową i światłem. Niektóre modele były zbudowane z metalu i radioaktywnego szkła, które po latach stawało się żółte, umożliwiając ciekawe efekty na zdjęciach. Standardowym obiektywem dla modelu Pentax był Super-Takumar 50mm f/1.4 lub 55mm f/l.8.

## Budowa
Model Honeywell Spotmatic to lustrzanka SLR małoobrazkowa, posiadająca zakres czasu otwarcia migawki od 1/1000s do 1s oraz B. Pomiar światła jest wykonywany poprzez obiektyw (TTL), a minimalny czas synchronizacji mechanicznej migawki z lampą błyskową to 1/60s. Aparat ma również miejsce na baterię rtęciową.

## Nazwa
Honeywell to nazwa importera modelu Pentax Spotmatic. Aparaty, które były importowane przez tę firmę zostały oznaczone jako Honeywell Pentax zamiast Asahi Pentax. Były dostępne jedynie w Stanach Zjednoczonych. Dodatkowo Honeywell importowało również powiększalniki i statywy.
| Honeywell Pentax Spotmatic | Honeywell Pentax Spotmatic |
| -------------------------- | -------------------------- |
| Typ                        | SLR (Single Lens Reflex)   |
| Format filmu               | 35mm                       |
| Mocowanie obiektywu        | M42                        |